# Шестица, горе лево
„Шестица, горе лево” је југословенска ТВ комедија из 1979. године. Режирао га је Александар Мандић а сценарио су написали  Миленко Вучетић и Александар Мандић.

## Улоге
| Глумац           | Улога |
| ---------------- | ----- |
| Славица Ђорђевић |       |
| Радмила Ђурђевић |       |
| Никола Симић     |       |
| Бора Тодоровић   |       |